# Pseudotriton
Pseudotriton és un gènere d'amfibis urodels pertanyents a la família Plethodontidae.

## Taxonomia
- Pseudotriton diastictus
- Pseudotriton montanus
- Pseudotriton ruber